# Eugen Ruiz de Roxas
Eugen Chevalier Ruiz de Roxas (Sternberg, 30. kolovoza 1857. – Pörtschach, 22. rujna 1924.) je bio austrougarski general i vojni zapovjednik. Tijekom Prvog svjetskog rata zapovijedao je 18. i 7. konjičkom brigadom, te 1. konjičkom divizijom na Istočnom i Rumunjskom bojištu.

## Vojna karijera
Eugen Ruiz de Roxas je rođen 30. kolovoza 1857. u Sternbergu. Nakon stupanja u vojsku čin poručnika dostigao je u svibnju 1877. godine. U listopadu 1908. postaje zapovjednikom 1. ulanske pukovnije, da bi potom u travnju 1909. bio unaprijeđen u čin pukovnika. U veljači 1913. imenovan je zapovjednikom 18. konjičke brigade, dok je u travnju 1914. promaknut u čin general bojnika. Na mjestu zapovjednika 18. konjičke brigade dočekuje i početak Prvog svjetskog rata.

## Prvi svjetski rat
Nakon početka Prvog svjetskog rata 18. konjička brigada kojom je zapovijedao Ruiz držala je položaje na istočnoj granici austrougarskog carstava. Zapovijedajući 18. konjičkom brigadom koja se nalazila u sastavu 4. konjičke divizije Ruiz sudjeluje u Galicijskoj bitci u kojoj je brigada, kao i uostalom i cjelokupna 4. konjička divizija, pretrpjela teške gubitke od ruskih snaga. U listopadu 1914. postaje zapovjednikom 7. konjičke brigade kojom zapovijeda godinu dana, do listopada 1915. godine.
U listopadu 1915. imenovan je zapovjednikom 1. konjičke divizije. S navedenom divizijom sudjeluje u zaustavljanju Brusilovljeve ofenzive u srpnju 1916. godine. Nakon toga, divizija je zbog ulaska Rumunjske u rat na strani Antante premještena u na novoformirano Rumunjsko bojište gdje Ruiz sudjeluje u Bitci za Transilvaniju. U studenom 1916. promaknut je u čin podmaršala, dok u srpnju 1917. prestaje biti zapovjednikom 1. konjičke divizije. U listopadu 1917. je otpušten iz službe da bi mu u studenom bio povjeren nadzor nad obukom pričuvnih jedinica austrougarske vojske.

## Poslije rata
Nakon završetka rata Ruiz je s 1. siječnjem 1919. umirovljen. Preminuo je 25. veljače 1944. u 87. godini života u Pörtschachu.

## Vanjske poveznice
(eng.) Eugen Riuz de Roxas na stranici Axishistory.com